# Sita Murt
Sita Murt i Francès (Igualada, 1946 - Igualada, 1 de desembre de 2014) fou una dissenyadora de moda i empresària catalana. El seu nom Sita prové del diminutiu Carmencita. Els seus dissenys són comercialitzats per l'empresa familiar Esteve Aguilera SA, que usa Sita Murt com a marca comercial. L'empresa fabrica més de 200.000 peces l'any i atén més de 1.900 punts de venda, 400 a Espanya i 1.500 a la resta del món, fent el 20% de les vendes en botigues pròpies. L'any 2009 va facturar 24 milions d'euros, amb 35% de vendes a l'estranger. És present en grans magatzems internacionals com Galeries Lafayette o Tzum de Moscou. Un dels seus vestits va aparèixer al film Vicky Cristina Barcelona.

## Trajectòria personal
Sita Murt era filla de l'amo d'una adoberia d'Igualada i pertanyia a la tercera generació d'una dinastia del gènere de punt a Igualada.
Quan era petita arreplegava per la factoria familiar trossos de pell rebutjats que intentava enganxar a la roba. Sita va estudiar a l'Escola de Disseny Tèxtil de Sarrià, dirigida per Ramon Folch. Es va casar amb Toni Esteve Enrich, gestor de l'empresa familiar Esteve Aguilera, fundada el 1924 i establerta com a Societat Anònima el 1965. Al cap d'uns anys, amb els fills ja grans, Sita es va involucrar en l'àrea de disseny de l'empresa, que es dedicava principalment a fer jerseis. Sita va començar a fer els seus propis models, amb visió de futur. La mort prematura del Toni l'any 1984 va canviar tots els plans. El sogre de Sita li va donar la seva confiança per gestionar l'empresa, malgrat els recels de molta gent, pel fet de ser dona i jove.
Sita hi va posar molta tenacitat i la seva empresa ha arribat a ser un exemple positiu a la comarca de l'Anoia, on el sector tèxtil ha sofert una important crisi.
L'empresa és present regularment en diferents passarel·les i salons de moda. Des de 1989 la firma té presència als esdeveniments de moda de Barcelona com ara Gaudí, Bread & Butter i The Brandery, i també a Premium (Berlín), Gallery (Copenhaguen), Cibeles (Madrid), Coterie (Nova York) i Modefabriek, Who’s Next i Paris sur Mode (París).
L'empresa va decidir substituir la marca tradicional, Esteve, per Sita Murt, i obrir establiments propis i un outlet a Igualada. Els fills de Sita, Toni, Iago, Isabel i Albert, han ocupat diversos càrrecs a la firma. La professionalització es confirma l'any 2005 amb l'estrena de la directora general, Julia Cher, prèviament directora comercial de la coneguda empresa catalana Dikton's i posteriorment amb el fitxatge d'un nou director general, Jordi Balsells, de la cadena Desigual. L'any 2008 l'empresa incorporà una línia d'accessoris i complements i l'any 2010 una primera col·lecció de sabates, així com una botiga pròpia a París, oberta el maig de 2010, apadrinada per Victoria Abril. L'any 2011 es va nomenar Miquel Ramis com a nou director general. Actualment el càrrec de director general l'ocupa Toni Palmés.
L'empresa va presentar un concurs voluntari de creditors l'any 2013 a causa de la crisi en el consum nacional i internacional amb l'objectiu d'emprendre un pla de viabilitat. A principis del mes de novembre de 2014 la firma va anunciar que ja havia superat el procés concursal amb l'aprovació del conveni per part dels creditors amb més del 80% d'adhesions.
Sita Murt va morir l'1 de desembre de 2014 víctima d'un càncer, i el seu funeral va tenir lloc el dia 2 a la basílica de Santa Maria d'Igualada.

## Premis i reconeixements
- Premio al Mérito Exportador (2002)[11] de mans dels Prínceps d'Astúries.
- Premi "Barcelona és moda" (2008)[12]
- Calderera d'honor de Montmaneu (2010)[13]
- Medalla al treball President Macià de la Generalitat de Catalunya (2010)[14]
- Premi TIC de la Unió Empresarial de l'Anoia (2010)[15] a la implantació de sistemes d'informació i comunicació pel projecte d'aplicació de les noves tecnologies en diferents àrees i departaments de l'empresa per dimensionar el seu creixement a nivell de multimarca i retail.